# S.K.Y
S.K.Y는 중국의 보이 그룹이다. 2020년 《少年之名 (We Are Young)》으로 데뷔했다.

## 방송
- 소년지명 (2020)